# أوليفيا كروسيتشيا
أوليفيا كروسيتشيا (بالإنجليزية: Olivia Crocicchia) (مواليد 1995) ممثلة أمريكية من كونيتيكت شاركت بالتمثيل في عدد من أفلام مثل حب بالصدفة (2015)، رجال ونساء وأطفال (2014)، بالو ألتو (2013).

## الفيلموغرافيا
| عام  | العنوان         | الدور | ملاحظات |
| ---- | --------------- | ----- | ------- |
| 2005 | المشي في السماء | ليزا  |         |

## روابط خارجية
- أوليفيا كروسيتشيا على موقع IMDb (الإنجليزية)
- أوليفيا كروسيتشيا على موقع ألو سيني (الفرنسية)
- أوليفيا كروسيتشيا على موقع أول موفي (الإنجليزية)
- أوليفيا كروسيتشيا على موقع قاعدة بيانات الأفلام السويدية (السويدية)
- أوليفيا كروسيتشيا على موقع قاعدة بيانات الفيلم (الإنجليزية)
- أوليفيا كروسيتشيا على موقع كينوبويسك (الروسية)